# Drive Me Crazy
Drive Me Crazy är en romantisk komedi baserad på boken How I Created My Perfect Prom Date av Todd Strasser. Filmen bytte namn från Next to You för att passa in på Britney Spears sång, (You Drive Me) Crazy, som är med i filmen. 

## Handling
Nicole och Chase är grannar. Ingen av dem har någon att gå med på skolans jubileumsfest och de beslutar sig för att låtsas vara förälskade gå tillsammans till festen. Så småningom visar sig de spelade känslorna vara äkta samtidigt som Nicoles mamma och Chases pappa, som båda är ensamstående, beslutar sig för att flytta ihop.

## Om filmen
Filmen spelades in den 15 september-2 november 1998 i Salt Lake City, North Ogden, Ogden och Sandy, samtliga i Utah, USA. Den hade världspremiär i USA den 22 september 1999 och svensk premiär den 17 december samma år. 

## Rollista
- Melissa Joan Hart - Nicole Maris
- Adrian Grenier - Chase Hammond
- Stephen Collins - Mr. Maris
- Susan May Pratt - Alicia DeGasario
- Ali Larter - Dulcie
- Lourdes Benedicto - Chloe Frost
- Faye Grant - Mrs. Maris
- Kristy Wu - Liz
- The Donnas

## Musik i filmen
- Turbo-Teen, skriven av Adrian Evans, framförd av Sugar High
- Help Save the Youth of America from Exploding, skriven av Vinnie, Chris and Roger, framförd av Less Than Jake
- Cheapskate, skriven av Daniel Goffey, Gareth Coombes, Michael Quinn och Robert Coombes, framförd av Supergrass
- Bedrock, skriven av Kate Crawford och Nicole Skeltys, framförd av B(if)tek
- Your Big Day, skriven av Greg Kendall
- Real Good Time, skriven av Alda Ólafsdóttir och Malcolm Mehyer, framförd av Alda
- Endless Summer Days, skriven av Dave Lake och Justin Werth, framförd av Diesel Boy
- Shabby Girl, skriven av Joey Mutis III, framförd av The Electric Farm
- Picture of You, skriven och framförd av Charlotte Grace
- Is This Really Happening to Me?, skriven av Alex Greenwald, framförd av Phantom Planet
- Shake It Don't Break It, skriven av Robert Hanna, framförd av Malveaux featuring Tai
- Bitter Words, skriven av C. Thompson, framförd av Area-7
- Keep on Loving You, skriven av Kevin Cronin, framförd av REO Speedwagon
- Get Rid of That Girl, skriven av The Donnas och Darin Raffaelli, framförd av The Donnas
- Koolest Band, skriven av Paul Scott, framförd av Montana
- Outta My Mind, skriven av The Donnas och Darin Raffaelli
- Next to You, skriven av Natasha Pearce och Greg Kendall, framförd av Natasha Pearce
- Run Baby Run, skriven av Caroline Kennedy och Barry Palmer, framförd av Deadstar
- Look at You Now, skriven av Alan Callahan, David Dicke, Scott MacConnell, Jason Marks och Chris Spruill, framförd av Far Too Jones
- It's All Been Done, skriven av Steven Page, framförd av Barenaked Ladies
- (You Drive Me) Crazy, skriven av Jörgen Elofsson, Per Magnusson, David Kreuger och Max Martin, framförd av Britney Spears
- Regret, skriven av Ty Lacy och Dan Mukala, framförd av Mukala
- Sugar, skriven av Carl Sturken, Evan Rogers, Berry Gordy, Fonce Mizell, Freddie Perren och Deke Richards, framförd av Don Philip
- I Want It That Way, skriven av Max Martin och Andreas Carlsson, framförd av Backstreet Boys
- The 'In' Crowd, skriven av Billy Page, framförd av Phantom Planet
- Stranded, skriven av Tiffany Arbuckle och Matt Bronleewe, framförd av Tiffany Arbuckle
- Let's Live It Up, skriven av Brian Setzer, framförd av The Brian Setzer Orchestra
- One for Sorrow, skriven av Mark Topham, Karl Twigg och Lance Ellington, framförd av Steps
- Keep on Loving You, skriven av Kevin Cronin, framförd av The Donnas
- Duo, skriven av Bernard Herrmann, framförd av Joel McNeely och Royal Scottish National Orchestra
- Wig Wam Bam, skriven av Mike Chapman och Nicolas Chinn, framförd av Sweet

## Utmärkelser
- 2000 - Nickelodeon Kids' Choice Awards - Blimp Award, bästa filmskådespelerska, Melissa Joan Hart